# Sainte-Agnès (Alpes Marítimos)
Sainte-Agnès é uma comuna francesa na região administrativa da Provença-Alpes-Costa Azul, no departamento dos Alpes Marítimos. Estende-se por uma área de 9,37 km², com 1 104 habitantes, segundo os censos de 1999, com uma densidade de 116 hab/km².
Pertence à rede das As mais belas aldeias de França.